# Maria Eufrosina de Zweibrücken
Maria Eufrosina de Zweibrücken (n. 9 februarie 1625, Comuna Söderköping, Comitatul Östergötland, Suedia – d. 24 octombrie 1687, Höjentorp⁠(d), Skaraborg⁠(d), Suedia), a fost contesă palatină, o verișoară a reginei Christina a Suediei și soră a regelui Carol al X-lea al Suediei. După ascensiunea pe tron a fratelui ei (1654), a fost Prințesă Regală a Suediei.

## Biografie
Maria Eufrosina s-a născut la Castelul Stegeborg din Östergötland și a fost fiica contelui palatin Johann Casimir Zweibrücken și a prințesei Caterina a Suediei. În 1622, familia sa a fugit din Germania în timpul Războiului de Treizeci de ani și s-a stabilit în țara natală a mamei sale, Suedia, unde Maria Eufrosina însăși s-a născut trei ani mai târziu. Și-a petrecut primii ani la Castelul Stegeborg, fieful mamei ei. În 1632 mama ei a primit responsabilitatea verișoarei ei, regina Christina, iar Maria Eufrosina și frații ei au fost aduși la curte, unde au rămas chiar și după moartea mamei, în 1638, în timp ce tatăl lor a rămas la Stegeborg. Maria Eufrosina a primit o educație foarte bună, crescând alături de regina Christina, însă în cele din urmă au fost educate separat deoarece Christina, ca monarh avea nevoie de o educație nepotrivită pentru sexul ei.
La 15 martie 1645, Maria Eufrosina a fost logodită cu favoritul reginei, contele Magnus Gabriel De la Gardie, și la 7 martie 1647, ea s-a căsătorit cu el la capela regală de la castelul Tre Kronor din Stockholm. Căsătoria a fost aranjată de Christina. Legenda spune că ambele femei: Christina și Maria Eufrosina erau îndrăgostite de Magnus Gabriel însă în cele din urmă, Christina a renunțat la planurile de a se mărita cu el. O piesă faimoasă a fost scrisă despre această dramă. Totuși, nu se știe dacă această dramă a fost adevărată. Potrivit Mariei Eufrosina, scopul a fost de a le arăta ambilor favoarea ei.
Magnus Gabriel, potrivit propriilor memorii, s-a îndrăgostit de ea la vârsta de 18 ani și schimbul de scrisori de dragoste din timpul căsătoriei a arătat sentimentele puternice dintre ei, cel puțin ale Mariei Eufrosina pentru soțul ei. Totuși, mariajul nu a fost descris ca fiind unul fericit. La nuntă, Christina le-a acordat mai multe moșii, printre care reședința favorită a bunicilor ei, Höjentorp, care era de asemenea și reședința sa favorită, precum și un venit mare. În 1653, Magnus Gabriel a picat în dizgrație și a fost expulzat de la curte. Maria Eufrosina a încercat să acționeze ca mediator. 
La încoronarea fratelui ei, regele Carol al X-lea, în 1654, Mariei Eufrosina i s-a garantat rangul și statutul de Prințesă Regală a Suediei. O parte din nobilime s-a opus acestui lucru. Maria Eufrosina nu a folosit titlul de contesă dar în general lumea i se adresa ca unei prințese.